# Карлуш Ботелю
Карлуш Ботелю (порт. Carlos Botelho, *18 вересня 1899, Лісабон, Португалія — 18 серпня 1982, там же) — португальський живописець, ілюстратор, карикатурист, сатирик , твори якого демонструються в Національному музеї сучасного мистецтва — музеї Ш'ядо (Лісабон) та в Центрі сучасного мистецтва Жозе де Азередо Пердігао / Фонд Калуста Гульбенкяна, Лісабон. Ботелю був одним з найбільш значущих португальських художників свого покоління.

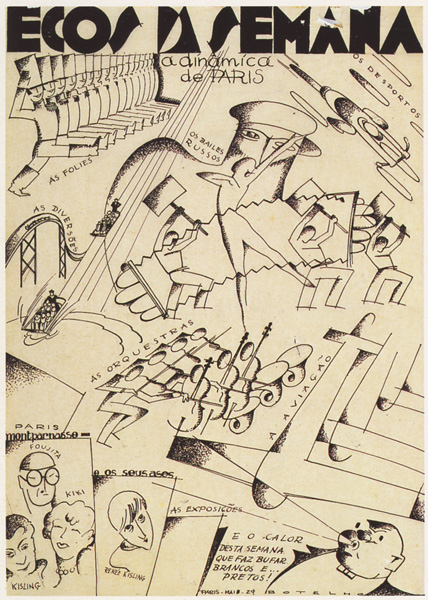
Відлуння тижня - у Парижі, травень 1929 року, індійська чорнило на папері, 44.5 × 30.5 cm

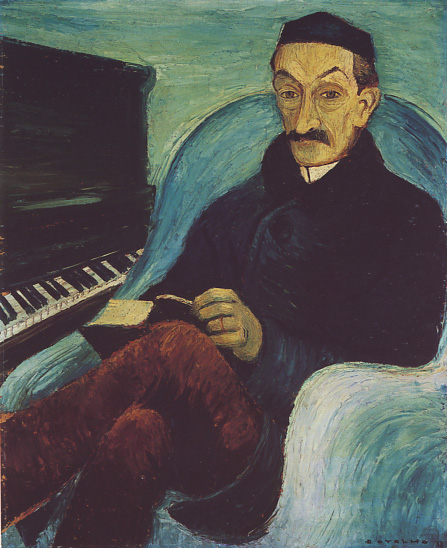
Мій батько, 1937 р., масло, 73 × 60 cm

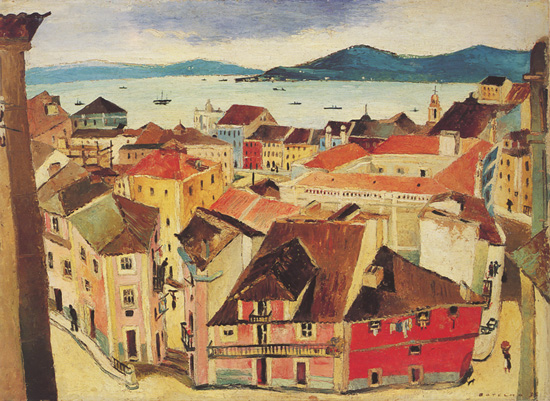
Лісабонський букет, 1935, полотно, олія, 72 × 100 cm

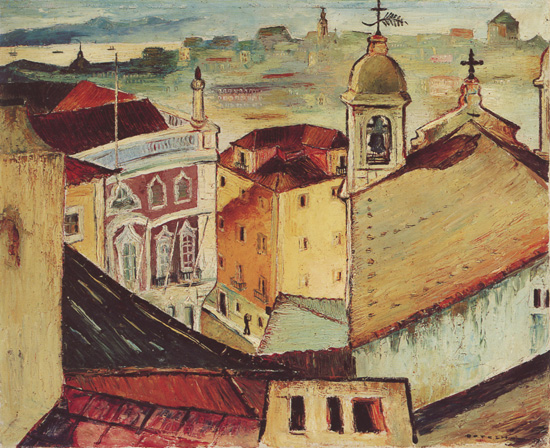
Лісабон - S. Cristóvão, 1937, полотно, олія, 62 × 78 cm

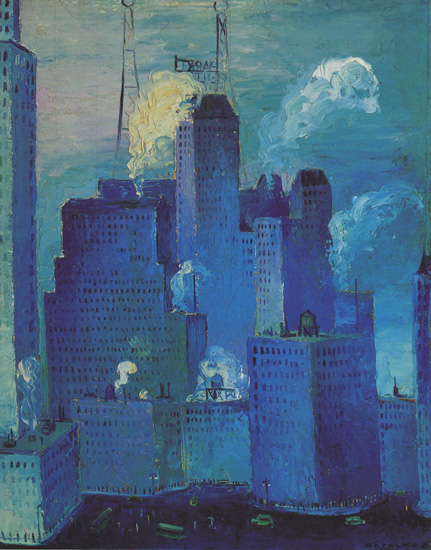
Нічний час - Нью-Йорк, 1940 р., Масло на борту, 78 × 61 cm

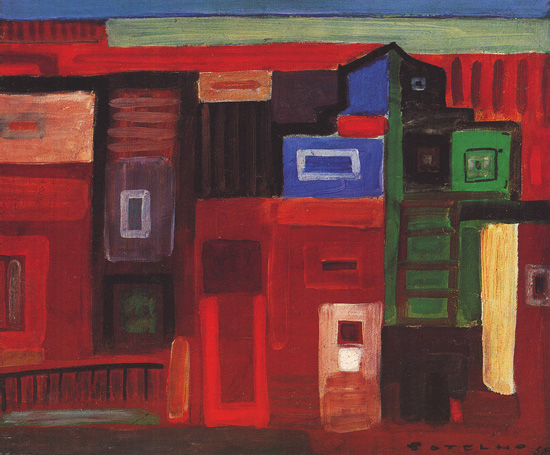
Стара купа будинків, 1958 р.,темпера на полотні, 46 × 55 cm

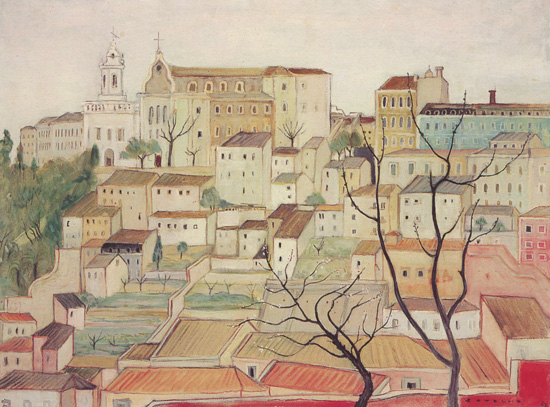
Лісабон, 1962, полотно, олія, 54 × 76.5 cm

## Біографія

### Раннє життя
Карлуш Ботелю був єдиною дитиною батьків, які були музикантами, і саме музика домінувала в його дитинстві. Його батько помер у 1910 році.
Він відвідував середню школу в гімназії Педро Нунєш у Лісабоні, саме там він провів свою першу персональну виставку та знайомився з Бенто де Єзус Караса і Луїшом Ернані Діашом Амаду. Потім він вступив до Лісабонської школи красних мистецтв, яку покинув через короткий час, після чого закінчив підготовку самотужки. У майбутньому Ботелю стане видатним художником-самоуком.
Він одружився з Беатріш Сантуш Ботелю в 1922 році. У шлюбі народилося двоє дітей: Жозе Рафаел і Ракел.
У період з 1926 р. до 1929 р. він регулярно малював комікси для дитячого тижневика ABCzinho, «і є автором майже всієї передньої та задньої сторінок кожного випуску у кольорі».
У 1928 році він розпочав комічну сторінку в щотижневому виданні Semper Fixe, співпрацю, яку він підтримував протягом 22 років і яка була етапом гострої критики широкого кола питань, починаючи від тривіальних питань повсякденного життя в Лісабоні до деяких найбільш актуальних подій у міжнародному житті, в «стилі, що змішував хроніку, автобіографію, публіцистику та сатиру» , що робить його раннім прикладом автобіографічних коміксів. 8 грудня 1950 року — дата закінчення монументального циклу творів Ecos da Semana (Ехо тижня), в якому він склав близько 1200 сторінок, «в безперервному дискурсі без інтервалів і свят».
«Ecos da Semana - це подвійний і потрійний щоденник» автора між 29-річним та 51-річним віком та країною чи світом; але вони також є «щоденником несказаних».« У країні, задушеній цензурою, «національна політика виключається з коментарів; [...] такі були правила гри» . Це не завадило йому, наприклад, «протистояти будівництву до Другої світової війни через чудові, нищівні малюнки, що висміювали Муссоліні та Гітлера».
У 1929 році Ботелю стає відомим гумористом. Того року він поїхав до Парижа, де відвідував вільні академії, як Академія Ґранд-Шом'єр; Це було переломним моментом у його кар'єрі, що призвело до остаточного вибору живопису: «Перша картина Лісабона Ботелю 1929 року: вид з купола базиліки Ештрела, геометрично побудований, з щільною речовиною [...], використовуючи експресивну товщину фарби».

### Зрілість
Протягом 1930-х років Ботелю мав кілька поїздок за кордон, працюючи над участю португальців у великих міжнародних виставках. Він працював над португальським павільйоном на Міжнародній і колоніальній виставці Вінсенна у Парижі 1930–1931 рр., а також на стенді Португалії на Ліонському міжнародному ярмарку 1935 року. був у команді декоратораторів SPN (Секретаріату національної пропаганди), доручених виготовити павільйони Португалії на виставках Парижа, Нью-Йорка та Сан-Франциско: Всесвітня виставка і техніки, Париж, 1937 р.; Всесвітня виставка Нью-Йорк, 1939 р.; Golden Gate, Сан-Франциско, Каліфорнія, 1939 рік.
У 1930 році він створив свою студію в Коста-ду-Каштело, поруч із замком Святого Георгія, Лісабон, в будинку, на який дружина, вчитель початкової освіти, мала право на посаду. Розташування будинку, де він жив до 1949 року, без сумніву вплинуло на його тематику, надавши йому сюжети та види, що відзначили його художню кар’єру.
У 1937 р. під час перебування в Парижі він відвідує ретроспективну виставку творів Ван Гога, яка залишить його «надзвичайно враженим» .
У 1938 році він отримав премію Амадео де Соза-Кардозу за портрет свого батька.
У 1939 році він здобув 1-шу премію на Міжнародній виставці сучасного мистецтва, Сан-Франциско, США, що дозволило йому придбати землю, а згодом побудувати свій будинок-студію в Бузано, Пареде (поблизу Лісабона).
У 1940 році він був членом колективу прикрас на Португальській світовій виставці у Лісабоні; а на 5-й виставці сучасного мистецтва, СПН, Лісабон, він отримав премію Колумбано.
У 1949 році він залишив будинок у Коста-ду-Каштело, і оселився в Бузано.
З 1955 року він повернувся до Лісабона, щоб жити, але тепер подалі від історичного центру, у новому мікрорайоні Арейро.
У 1969 році він звільнився з посади в технічній службі SNI (Національний інформаційний секретаріат), де працював з 1940-х років.

## Робота
Для Ботелю тридцяті роки - захопливе десятиліття, сповнене надзвичайно щільного виробництва», і його живопис формально характеризується міцним зв’язком з експресіонізмом. Всередині нього можна виявити три різні теми.
По-перше, міський пейзаж міста, в якому він народився і жив. Незабаром Лісабон виділяється як «переважаюча іконографія, навіть тіло поглиблення художніх ракурсів і їх послідовної поетики». Однак це не єдиний шлях, який ми знаходимо в його пізніших роботах: «пейзаж проголошений [...] як можливість у цій недавно розпочатій кар'єрі, але це ще не імперативна матриця майбутнього». Також він буде малювати інші міста серед яких — Париж, Флоренція, Амстердам, Новий Орлеан і, перш за все, Нью-Йорк: «З точки зору португальського мистецтва наприкінці [...] дев'ятнадцятих років, ці картини розташовані в авангарді всього, що робилося в той час».
Поряд з міськими пейзажами і «маючи намір звільнитись від суворої оцінки, яка освятила його як гумориста», Ботелю звернув увагу на соціальну сферу в роботах, які тематично і стилістично наближають його до «експресіоністського живопису північноєвропейської традиції, що виражає почуття дослідження, яке може бути віднесене до голландського періоду Ван Гога» . Його акробати, його сліпі та рибалки - це суцільні та щільні фігури, що показує нам ще одну грань його творчості.
Третій шлях, який буде просліджуватись протягом першого десятиліття, - це портрет, який завершиться портретами Беатріс, його батьків та його дітей. І якщо портрет батька Ботелю з 1937 року є «осьовим моментом у його творчості», то портрети його дітей є завершальним кроком в автономізації його підходу: «Ніякої поступки традиційному смаку в цих двох портретах, ні сентиментальність до моделей, а скоріше брутальність жестів і ставлення, ніби його інтимний зв’язок з ними жодним чином не вплинув на його прагнення до живопису».
З 1930-х років Лісабон для Ботелю стає інтенсивно особистим царством, здатним розкрити щось глибоке, надавши нам «погляд на архетипне місто, краса якого є опосередкованою формою правди про людей чи його специфічної антропології [...]. велика простота процесів і ефектів, [Ботелю] створив пластичний всесвіт як символічне і образне дзеркало однієї з найбільш значущих граней португальського духу». Він пише місто, але ми глибоко визнаємо, що це «пофарбоване "місто є реальним чи більш реальним (?), ніж існуючим».
Його картина тонко зміниться. Пом’якшення експресіоністської інтенсивності відкриває шляхи до іншого поетичного виміру та до нового усвідомлення полотна. У 50-х роках цей варіант радикалізується: «Ботельу виходить з модерністських принципів, як автономія лінії [або] відмова від епохи Відродження» у «різних» творах, в яких він як ніколи наближається до абстракції.
Формальні принципи, які він досліджує у цих роботах, з’являться незабаром після того, як під іншим виглядом формального структурування міських ландшафтів, які займають його до кінця: «Останнє продуктивне зіткнення відбуло з утвердженням абстракціонізму в 50-х роках через паризьку школу і Вієйра да Сілва, і це було визначальним для циклів його тривалої остаточної продукції: він не відрізав метафоричне тіло Лісабона [...], але дисциплінував це у римах та хроматичних просторах, у яких світло є визначальним референтом».

## Виставки і колекції
Ботельу виставляв свою роботу на численних персональних та групових виставках, серед яких можна виділити: 25-й Венеціанський бієнале, 1950; 1-е бієнале Сан-Паулу, 1951; III бієнале Сан-Паулу, Бразилія, 1955 р.; 4-е бієнале Сан-Паулу, 1957; 1-а виставка образотворчих мистецтв, Фонд Калості Гульбенкіян, Лісабон, 1957; 50 років сучасного мистецтва, Брюссель, 1958; 30-й Венеціанський бієнале; 2-я виставка образотворчих мистецтв, Фонд Калості Гульбенкіян, Лісабон, 1961; 8 бієнале Сан-Паулу, 1965 р.; тощо.
Він представлений у багатьох державних та приватних колекціях, таких як: Міська рада Лісабону (муніципальний десант Лісабона); Музей Ш'ядо, Лісабон; Центр сучасного мистецтва Хосе де Азередо Пердігао, Фонд Калості Гульбенкяна, Лісабон; Музей сучасного мистецтва Сан-Паулу, Бразилія; тощо.